# 샤르호로드

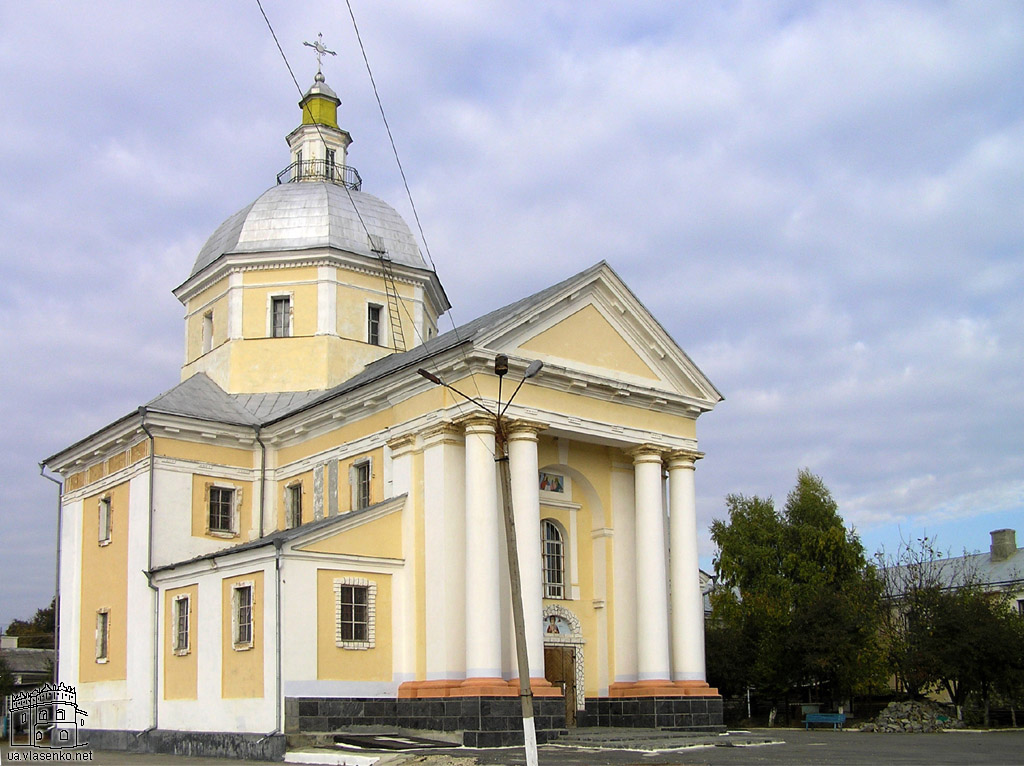

샤르호로드(우크라이나어: Шаргород)는 우크라이나 빈니차주에 위치한 도시로 면적은 6.87km2, 높이는 245m, 인구는 6,949명(2011년 기준)이다. 도시가 설립된 시기는 1585년이다.